# Compsoneuria taipokauensis
Compsoneuria taipokauensis is een haft uit de familie Heptageniidae. De wetenschappelijke naam van de soort is voor het eerst geldig gepubliceerd in 2003 door Tong & Dudgeon.
De soort komt voor in het Oriëntaals gebied.